# Titolare del trattamento dei dati
Il titolare del trattamento dei dati personali è, a norma dell'art. 41f del codice in materia di protezione dei dati personali (d.lgs. 196/2003, cosiddetta Legge sulla privacy), «la persona fisica, giuridica, la pubblica amministrazione e qualsiasi altro ente, associazione od organismo cui competono, anche unitamente ad altro titolare, le decisioni in ordine alle finalità, alle modalità del trattamento dei dati personali ed agli strumenti utilizzati, ivi compreso il profilo della sicurezza».
Nel caso in cui lo status di titolare non appartenga ad una persona fisica, come precisa l'art. 28 del D.Lgs. 196/2003, è da considerare titolare del trattamento la persona giuridica nel suo complesso, o l'organo della pubblica amministrazione competente o ancora «l'unità od organismo periferico che esercita un potere decisionale del tutto autonomo sulle finalità e sulle modalità del trattamento».

## Compiti del titolare
La funzione fondamentale del titolare del trattamento dei dati personali non è quella di gestire direttamente i dati personali dell'interessato, compito che generalmente spetta al Responsabile del trattamento dei dati; è piuttosto quella di comunicare con l'interessato (ossia la persona fisica cui si riferiscono i dati personali)  e con il Garante per la protezione dei dati personali.
Con riferimento ai rapporti con il Garante, il titolare ha diversi obblighi.
A norma dell'art. 37 della legge sulla privacy, è obbligo del titolare notificare al Garante il trattamento di dati personali nel caso in cui esso riguardi dati sensibili. A norma dell'articolo 39, il titolare del trattamento è tenuto a comunicare previamente al Garante la comunicazione di dati personali da parte di un soggetto pubblico ad altro soggetto pubblico non prevista da una norma di legge o di regolamento trattamento di dati idonei a rivelare lo stato di salute previsto dal programma di ricerca biomedica o sanitaria.
Nei confronti dell'interessato, gli obblighi del titolare si identificano nell'agevolare e semplificare l'accesso ai dati personali da parte dell'interessato, di modo che questi possa esercitare i diritti garantiti dall'art. 7 della legge, riassumibili nel diritto di ottenere informazioni sui dati in possesso del titolare, di chiederne l'aggiornamento, la modifica o la cancellazione e di opporsi al trattamento stesso. Inoltre, ai sensi dell'art.19 regolamento generale sulla protezione dei dati (GDPR), il titolare ha l'obbligo di notificare l'interessato in caso di rettifica o cancellazione dei dati personali o limitazione del trattamento.
È facoltà del titolare, infine, nominare uno o più responsabili ed uno o più incaricati del trattamento dei dati. In riferimento a quest'ambito, a norma dell'art.28 comma 1 GDPR, il titolare ha l’obbligo di cercare con attenzione i responsabili del trattamento; la responsabilità della non saggia scelta di questi ultimi ricade sul titolare stesso.
Inoltre, l'art.26 del suddetto regolamento, stabilisce alcuni obblighi particolari per i contitolari del trattamento, cioè quando si è in presenza di contitoralità. I titolari devono infatti definire specificamente, con un atto giuridicamente valido, il rispettivo ambito di responsabilità e i relativi compiti con particolare riguardo all’esercizio dei diritti degli interessati, che hanno la possibilità di rivolgersi indifferentemente a qualunque titolare operante congiuntamente.